# Robert Stannard
Robert Stannard (ur. 16 września 1998 w Sydney) – australijski kolarz szosowy, początkowo (do końca 2016) reprezentujący Nową Zelandię.
Stannard urodził się w australijskim Sydney, a w wieku 4 lat przeprowadził się z rodziną do Nowej Zelandii. Na początku swojej kariery reprezentował Nową Zelandię, jednak od sezonu 2017 zdecydował się na przyjęcie australijskiej licencji. Kolarstwo uprawiali również jego ojciec (Steve) oraz rodzeństwo (Thomas i Elizabeth).

## Osiągnięcia
Opracowano na podstawie:

2015
- 3. miejsce w mistrzostwach Oceanii juniorów (jazda indywidualna na czas)
- 2. miejsce w mistrzostwach Oceanii juniorów (start wspólny)
- 2. miejsce w mistrzostwach Nowej Zelandii juniorów (start wspólny)

2016
- 3. miejsce w mistrzostwach Oceanii juniorów (jazda indywidualna na czas)
- 2. miejsce w mistrzostwach Oceanii juniorów (start wspólny)

2017
- 2. miejsce w mistrzostwach Australii juniorów (jazda indywidualna na czas)
- 2. miejsce w Toscana Terra di Ciclismo Eroica
  - 1. miejsce na etapie 1a (jazda drużynowa na czas)
- 1. miejsce na 3. etapie Rhône-Alpes Isère Tour

2018
- 3. miejsce w New Zealand Cycle Classic
  - 1. miejsce w klasyfikacji młodzieżowej
- 2. miejsce w Trofeo Piva
- 1. miejsce w Giro del Belvedere
- 1. miejsce na 7. etapie Tour de Bretagne
- 3. miejsce w Giro Ciclistico d’Italia
  - 1. miejsce na etapie 9b
- 1. miejsce w Grand Prix de Poggiana
- 1. miejsce w Il Piccolo Lombardia

2019
- 1. miejsce na etapie 1b Settimana Internazionale di Coppi e Bartali (jazda drużynowa na czas)
- 3. miejsce w Hammer Stavanger (drużynowo)
- 1. miejsce na 3. etapie Hammer Limburg (drużynowo)

2020
- 2. miejsce w Giro della Toscana
- 3. miejsce w Giro dell’Appennino

2022
- 1. miejsce w Tour de Wallonie
  - 1. miejsce w klasyfikacji punktowej
  - 1. miejsce w klasyfikacji młodzieżowej

## Rankingi
| Rok              | 2017 | 2018 | 2019 | 2020 | 2021 | 2022 | 2023 | 2024  |
| ---------------- | ---- | ---- | ---- | ---- | ---- | ---- | ---- | ----- |
| World Ranking    | 627. | 250. | 957. | 161. | 390. | 195. | 901. | 1072. |
| UCI Europe Tour  | 702. | 180. |      |      |      |      |      |       |
| UCI Asia Tour    | -    | 163. |      |      |      |      |      |       |
| UCI Oceania Tour | 13.  | 40.  | 58.  | 11.  | 19.  | 12.  | 55.  | -     |
|                  |      |      |      |      |      |      |      |       |
| Źródło: UCI      |      |      |      |      |      |      |      |       |